# Anta da Pedra da Orca

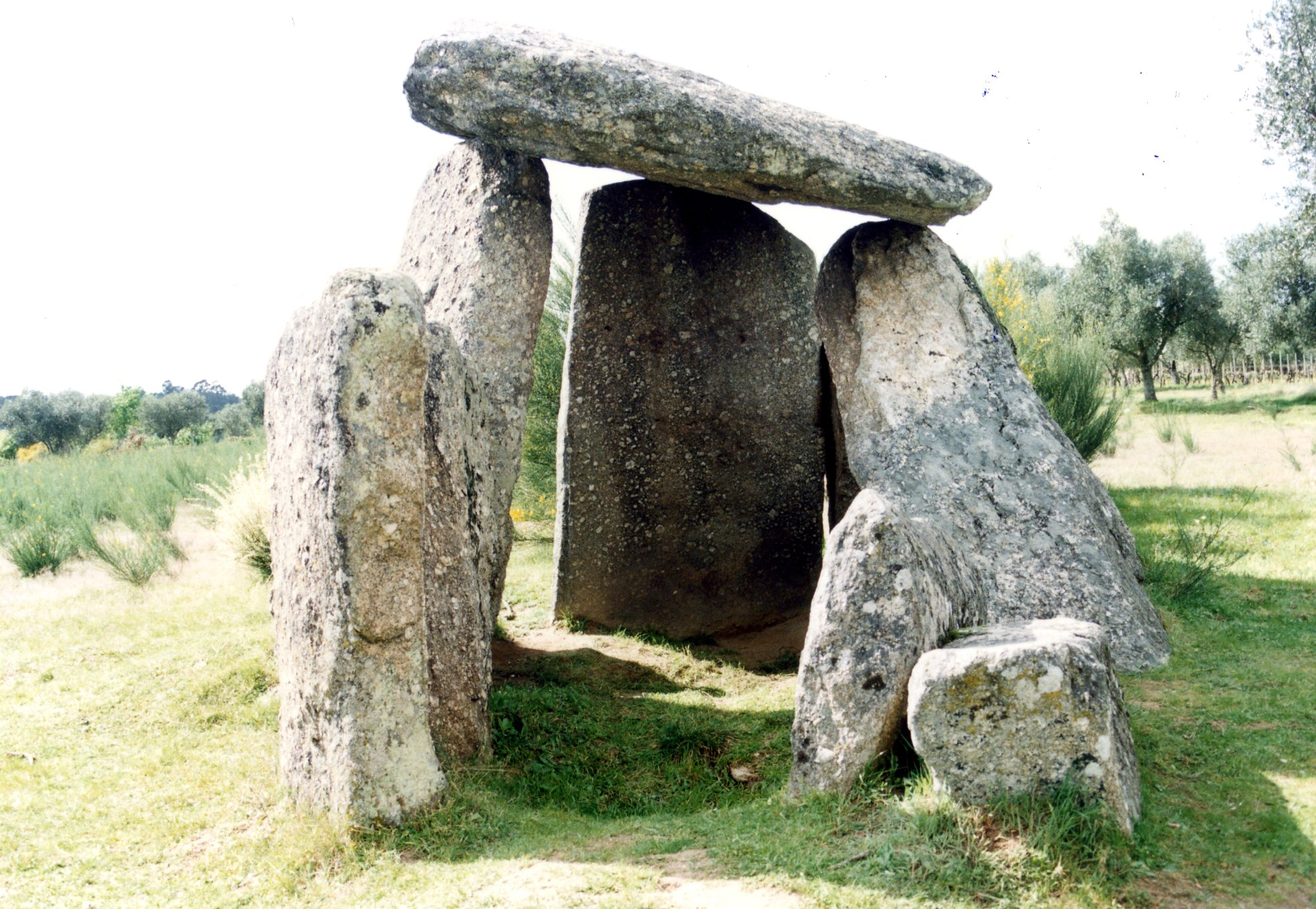
Anta da Pedra da Orca

A Anta da Pedra da Orca, também conhecida por Anta do Rio Torto, é uma anta situada na freguesia de Rio Torto, no município de Gouveia, ao quilómetro 103 da Estrada Nacional n.º 17.
A Anta da Pedra da Orca está classificada como Imóvel de Interesse Público desde 1951.